# Trentepohlia (Trentepohlia) suavis
Trentepohlia (Trentepohlia) suavis is een tweevleugelige uit de familie steltmuggen (Limoniidae). De soort komt voor in het Oriëntaals gebied.